# ولادان الانوویچ
ولادان الانوویچ (انگلیسی: Vladan Alanović؛ زادهٔ ۳ ژوئیهٔ ۱۹۶۷) بازیکن بسکتبال اهل کرواسی است.
وی در مسابقات کشوری و بین‌المللی در مجموع برندهٔ ۱ مدال نقره، ۳ مدال برنز شده‌است.